# Return of the Lucky Stars
Série
Le Flic de Hong Kong 3
(1986) Ghost Punting
(1992)
Pour plus de détails, voir Fiche technique et Distribution.
Return of the Lucky Stars (福星闖江湖, Fu xing chuang jiang hu), aussi appelé Lucky Stars Triad Society, est une comédie d'action hongkongaise réalisée par Stanley Fung et sortie en 1989 à Hong Kong. C'est le cinquième volet de la série des Lucky Stars après Le Flic de Hong Kong 3 (1986).
Elle totalise 6 781 219 HK$ de recettes au box-office. Sa suite, Ghost Punting, sort en 1992.

## Synopsis
L'inspecteur Walter Tso (Cho Tat-wah) arrête Gros Dai (Lo Hoi-pang), le chef d'une société criminelle. Lorsque ce dernier demande à son frère Richard Mao de se déguiser en policier pour le libérer, il le trahit et décide de devenir le nouveau chef de la société. Dai est incarcéré et un informateur est assassiné par l'un des hommes de Mao. En l'absence de preuves contre Mao et la société, Tso contraint quatre des cinq Lucky Stars à se mettre à l'abri dans la prison, à sauver Dai, à aider à faire arrêter Mao et à détruire la société criminelle.

## Fiche technique
- Titre : Return of the Lucky Stars
- Titre original : 福星闖江湖 (Fu xing chuang jiang hu)
- Réalisation : Stanley Fung
- Scénario : Stanley Fung et Wong Jing
- Photographie : David Choi
- Montage : Robert Choi
- Musique : Sherman Chow
- Production : Wallace Cheung
- Société de production : Movie Impact et Children's Town
- Société de distribution : Mei Ah Laser Disc
- Pays d'origine :  Hong Kong
- Langue originale : cantonais
- Format : couleur
- Genre : Comédie, action et policier
- Durée : 95 minutes
- Dates de sortie :
  -  Hong Kong : 28 avril 1989

## Distribution
- Richard Ng : Sandy/Tai Shan
- Stanley Fung : Rawhide/Peau de rhino
- Michael Miu : Pagode/Cone/Ginseng
- Eric Tsang : Tête ronde/Lo Han
- Carina Lau : Banana Tso
- Lo Hoi-pang : Gros Dai
- Wong Ching : Richard Mao
- Joan Tong : Mina
- Cho Tat-wah : Walter Tso
- Natalis Chan : le sergent Chan
- Kent Cheng : le sergent Cheng
- Wong Jing : le sergent Wong
- Lee Ka-ting : Ting
- Kenneth Tsang : Oncle Kin
- Fung Ging-man (en) : Oncle Man
- Hui Shiu-hung : Hung
- Yu Kwok-lok : le patron de Lok Gymnastic
- Elsie Chan : la femme du patron de Lok Gymnastic
- Sing Fu-on : un homme de main de Mao
- Wellson Chin : un homme de main de Mao
- Ridley Tsui : un homme de main de Mao
- Liu Chia-yung : un prisonnier
- James Ha : un prisonnier
- Frankie Chan (en) : un prisonnier
- Ng Kwok-kin : un policier
- Cynthia Rothrock : Lisa (non confirmé)